# Agathia carissima
Agathia carissima là một loài bướm đêm trong họ Geometridae.